# Jagh siunger om en Konung båld
Jagh siunger om en Konung båld är en hyllningspsalm till Kristus med Psaltaren 45 som förlaga. Man vet inte vem som skrivit psalmen, men enligt Lars Högmarcks Psalmopoeographia, är det en okänd svensk författare. Psalmen förekommer 1996 i Luthersk psalmbok, med anslaget "Jag om en konung sjunga vill", i fem verser. Det sägs där att Jacob Henrik Roos (1818-1885) antagligen bearbetat psalmen.

Psalmen har 1695 nio verser och inleds med orden:
Jagh siunger om en Konung båld
Och om hans macht och stora wåld
Psalmens melodi är en av de 250 originalmelodier som ingår i 1697 års koralbok. Dess upphov är dock okänt.

## Publicerad i
- 1695 års psalmbok som nr 55 under rubriken "Konung Davids Psalmer"
- Luthersk psalmbok, 1996 som nr 714 med titelraden "Jag om en konung sjunga vill"